# غابور هورفاث
غابور هورفاث (بالمجرية: Horváth Gábor)‏ (4 يوليو 1985 في المجر - ) هو لاعب كرة قدم مجري في مركز الدفاع. شارك مع منتخب المجر لكرة القدم. أما مع النوادي، فقد لعب مع أدو دين هاغ ونادي مول فيدي وناك بريدا ونادي باكسي.

## وصلات خارجية
- غابور هورڤات على موقع قاعدة بيانات كرة القدم.إي يو (الإنجليزية)
- غابور هورڤات على موقع ناشيونال فوتبول تيمز (الإنجليزية)
- غابور هورڤات على موقع Soccerway.com (الإنجليزية)
- غابور هورڤات على موقع عالم كرة القدم.نت (الإنجليزية)